# Ернст Геккель
Ернст Ге́нріх Філі́пп А́вгуст Ге́ккель (нім. Ernst Heinrich Philipp August Haeckel; 16 лютого 1834, Потсдам — 9 серпня 1919, Єна) — німецький природодослідник і філософ.
Ернест Геккель виявив, описав і назвав тисячі нових видів, зробив карту генеалогічного дерева, що стосується всіх життєвих форм, і створив багато термінів в біології, зокрема тип, філогенез, екологія і царство Найпростіші. Геккель підтримував роботу Чарлза Дарвіна в Німеччині й розвивав спірний біогенетичний закон, що стверджує, що біологічний розвиток індивідуальних організмів, або онтогенез, є паралельним та підсумовує повний еволюційний розвиток різновидів, або філогенез: «Онтогенез є рекапітуляцією філогенезу».
З 1852 вивчав медицину і природознавство в Берлінському, Вюрцбургському і Віденському університетах. У 1857 отримав диплом лікаря. З 1861 приват-доцент, з 1865 по 1909 був професором Єнського університету.
Одним з відомих учнів професора Геккеля був український мандрівник Микола Миколайович Миклухо-Маклай. В 1866—1867 рр. він супроводжував ученого в кількох наукових експедиціях.

## Рослини, названі на честь Геккеля
- Aptenia haeckeliana (A.Berger) Bittrich ex Gerbaulet
- Cousinia haeckeliae (Bornm.)
- Eugenia haeckeliana (Trim.)
- Gagea × haeckelii (C.W.Dufft & M.Schulze)
- Huperzia haeckelii (Herter) (J.Holub)
- Mesembryanthemum haeckelianum (A.Berger)
- Peratetracoilanthus haeckelianus (N.E.Br.) F.Rappa & V.Camarrone
- Platythyra haeckeliana (N.E.Br.)